# 1337x
1337x é um site que fornece arquivos torrent e links magnéticos para facilitar o compartilhamento de arquivos ponto-a-ponto usando o protocolo BitTorrent. O 1337x foi fundado em 2007.

## História
O 1337x foi fundado em 2007, e teve uma popularidade crescente a partir de 2016, após o encerramento do KickassTorrents. Em outubro de 2016, introduziu um novo design do site com novas funcionalidades. O site foi banido das consultas de pesquisa do Google e não aparece ao pesquisar na pesquisa do Google. Esta ação foi tomada após solicitação da Feelgood Entertainment em 2015. Em 2015, o site passou do domínio.pl mais antigo para o.to, em parte para evitar o bloqueio.